# Хромченко, Матвей Соломонович
Матве́й Соломо́нович Хро́мченко (1932—2018) — российский журналист и писатель, специализировавшийся на научной и образовательной тематике.

## Биография
Родился в семье известного певца и музыкального педагога, тенора Большого театра Соломона Марковича Хромченко. По образованию врач. Работал санитарным врачом, затем в журнале «Здоровье», затем вольным литератором, затем в журнале «Семья и школа». В 1991—99 годах — ответственный секретарь журнала «Вопросы методологии».
С середины 1980-х Хромченко был активным участником организационно-деятельностных игр Г. П. Щедровицкого, игротехником. Инициатор Чтений памяти Г. П. Щедровицкого, занимался историографией Московского методологического кружка.

## Публикации

### Книги
- Хромченко М. С. Особняк на Садовой: Невыдуманные рассказы о судебной медицине. М.: Советская Россия, 1970. 96 с.
- Хромченко М. С. Сомнения и настойчивость. М.: Советская Россия, 1979. 208 с.
- Хромченко М. С. В стране Био… М.: Советская Россия, 1986.
- Хромченко М. С, Хасан Б. Мир без конфронтации, или Да здравствует конфликт! М.: Бонфи, 2001. 122 с.
- Хромченко М. С. Диалектические станковисты (главы из книги о Г. П. Щедровицком). М., 2004. 160 с. ISBN 5-98530-003-X
- Хромченко М. С. (составитель). ММК в лицах. — М.: Фонд «Институт развития им. Г. П. Щедровицкого», 2006. — 436 с. — ISBN 5-903065-05-8.
- Хромченко М. С. (составитель). ММК в лицах. — М.: Фонд «Институт развития им. Г. П. Щедровицкого», 2006. — Т. 2. — 384 с. — ISBN 5-903065-09-7.
- Хромченко М. С. Солист большого театра. — М.: Человек, 2016. — 136 с. — ISBN 978-5-906131-95-9.